# قلعة نزوى
قلعة نزوى وتسمى كذلك (الشهباء) تحصين ضخم الحجم، يتوجه برج دائري عظيم يعد أكبر الأبراج الموجودة في السلطنة، كما كان فيما مضى أكثرها منعةً، ولقد بقى هذا المعقل المميز معلما بارزاً في قاموس عمان المعماري .
وترتبط قصة هذا المعلم البارز بالتاريخ الحافل بالشعب العماني، إذ كانت مدينة نزوى في فترات متقطعة ما بين القرنيين الميلاديين الثامن والثاني عشر عاصمة للبلاد لسلسلة متعاقبة من الأئمة، فمع تماوج السلطة السياسية بين مد وجزر وانتقال الإمامة أكثر من مرة إلى أماكن أخرى مثل بهلاء والرستاق وصحار ومسقط إلا أن نزوى حافظت على مكانتها البارزة كمدينة العلم والمعرفة
تنفرد قلعة نزوى في عُمان بشكلها الدائري الضخم، وقد بناها الإمام سلطان بن سيف بن مالك اليعربي حوالي عام 1650 وترتبط القلعة بحصن ذي ممرات متاهية معقدة ويوجد بالقرب من مبنى القلعة والحصن سوق نزوى التقليدي الذي اشتهر بصناعاته الحرفية المزدهرة.
تقع في ولاية نزوى في محافظة الداخلية وتعدّ ضمن أقدم القلاع في سلطنة عمان حيث تنفرد بشكلها الدائري الضخم المطمور بالتراب، ارتفاعها 24 مترا قطرها الخارجي 43 متر والقطر الداخلي 39 مترا، بها سبعة آبار وفتحات متعددة لمرابطة المقاتلين المدافعين عن القلعة والمدينة خلال العصور القديمة، وبداخلها مواقع مختلفة للسجون حيث كانت مقرا للحكم وتنفيذ العقوبات ضد مرتكبي المخالفات والجرائم بأنواعها المتدرجة، بناها الإمام سلطان بن سيف بن مالك اليعربي عام 1650م والذي اشتهر بأنه الإمام الذي طرد البرتغاليين من عمان. وترتبط القلعة بحصن ذي ممرات متاهية معقدة. وقد استغرق بناء القلعة 12 عام، ويوجد بالقرب من مبنى القلعة والحصن سوق نزوى التقليدي الذي اشتهر بصناعاته الحرفية المزدهرة.

## أقسام القلعة
وتضم القلعة 480 كوة( مرمى ) لرمي الأعداء في حالة أي هجوم عليها ، وتضم 240 سرجا للزينة ، و120 عقدا لوقوف الحراس و24 فتحة للمدافع الكبيرة.
وبداخلها مواقع مختلفة للسجون حيث كانت مقرا للحكم وتنفيذ العقوبات ضد مرتكبي المخالفات والجرائم بأنواعها المتدرجه, في منتصف القرن السابع عشر الميلادي، بناها الإمام سلطان بن سيف بن مالك اليعربي من ( 1649م ـ 1679م ) والذي اشتهر بأنه الإمام الذي طرد البرتغاليين من عمان، وترتبط القلعة بحصن ذي ممرات متاهيه معقده وقد أستغرق بناء القلعة 12عام حيث بدأ الشروع في بناء القلعة عام 1656م انتهى في 1668م.

## استخدامات القلعة
تعددت استخدامات المبنى بين مقر لإدارة الحكم المحلي حيث كان مقرا للإمام وأسرته، وبين موقع تحصيني للاحتماء به وقت الحروب.
وتتميز قلعة نزوى بأنها ملاصقة لحصن العقر ( الحصن القديم ) الذي قام ببنائه الإمام الصلت بن مالك الخروصي في القرن الثالث الهجري التاسع الميلادي، ونظرا لإندثار الحصن أمر الإمام اليعربي/ ناصر بن مرشد بإنشائه على أنقاض الحصن القديم وذلك سنة 1034هـ 1625م.

## صناعات نزوى
- المصنوعات الفضية التي تنتج في نزوى، كإنتاج الخلاخيل والأطواق والقلائد والخواتم والبنجري والخناجر والسيوف.
- الصناعات التقليدية كصناعة الفراش الذي يوضع تحت الطعام، والشت الذي يستخدم كغطاء للطعام والجراب أو الظرف، ويستخدم لحفظ التمور والسكر الأحمر.
- صناعة ماء الورد في مدينة نزوى حيث تُعد من أشهر المدن في عمان، ويُستخلص من الورد بعملية التقطير، وقد أشتهرت بزراعته على شكل مصاطب في الجبل الأخضر.
- قامت صناعة الحلوى في نزوى، وأصبحت تُصدر للهند ومصر القديمة التي تُعرف بالحلوى الفرعونية.

## مواضيع متعلقة
- قلاع وحصون عمان